# تووکمی
تووکمی (به لاتین: Tłukomy) یک منطقهٔ مسکونی در لهستان است که در Gmina Wysoka واقع شده‌است.